# Pierre de Coubertin
Charles Pierre de Frédy, Nam tước Coubertin (tiếng Pháp: [ʃaʁl pjɛʁ də fʁedi baʁɔ̃ də kubɛʁtɛ̃]; sinh ra là Pierre de Frédy; 1 tháng 5 năm 1863 – 2 tháng 9 năm 1937), cũng được biết đến với cái tên là Pierre de Coubertin và Nam tước Coubertin, là một nhà giáo dục và sử gia người Pháp, đồng thời là người sáng lập ra Ủy ban Olympic Quốc tế, và là chủ tịch thứ hai của tổ chức này. Ông được biết đến là cha đẻ của Thế vận hội Olympic hiện đại.
Sinh ra trong một gia đình quý tộc Pháp, ông trở thành một học giả và nghiên cứu trong nhiều lĩnh vực, đặc biệt là giáo dục và lịch sử. Ông tốt nghiệp ngành luật và quan hệ công chúng tại Viện Nghiên cứu Chính trị Paris (Sciences Po). Chính tại nơi này, ông đã nảy sinh ra ý tưởng hồi sinh Thế vận hội Olympic.
Huy chương Pierre de Coubertin (cũng được biết đến với cái tên huy chương Coubertin hoặc huy chương Tinh thần thể thao đích thực) là một giải thưởng được trao bởi Ủy ban Olympic Quốc tế cho những vận động viên đã thể hiện tinh thần thể thao tại Thế vận hội Olympic.

## Di sản
Tư liệu liên quan tới Pierre de Coubertin tại Wikimedia Commons